# Hydropsyche vulpina
Hydropsyche vulpina är en nattsländeart som beskrevs av Navás 1934. Hydropsyche vulpina ingår i släktet Hydropsyche och familjen ryssjenattsländor. Inga underarter finns listade i Catalogue of Life.